# ساوث ناياك (نيويورك)
ساوث ناياك (بالإنجليزية: South Nyack, New York)‏ هي معلم جغرافي تقع في الولايات المتحدة في مقاطعة روكلاند، نيويورك. يقدر عدد سكانها بـ 3,510 نسمة ومساحتها 4.4 كم2 وترتفع عن سطح البحر 22 متر.

## التركيبة السكانية
حدّد مكتب تعداد الولايات المتحدة بيانات التركيبة السكانية لساوث ناياك في تعداد الولايات المتحدة. في ما يلي، التركيبة السكانية حسب تعدادي 2000 و2010.

### تعداد عام 2000
بلغ عدد سكان ساوث ناياك 3,473 نسمة بحسب تعداد عام 2000، وبلغ عدد الأسر 1,201 أسرة وعدد العائلات 690 عائلة مقيمة في القرية. في حين سجلت الكثافة السكانية 796.6 نسمة لكل كيلومتر مربع (2,063.2/ميل2). وبلغ عدد الوحدات السكنية 1,258 وحدة بمتوسط كثافة قدره 288.5 لكل كيلومتر مربع (747.2/ميل2).
وتوزع التركيب العرقي للقرية بنسبة 71.32% من البيض و16.04% من الأمريكيين الأفارقة و0.20% من الأمريكيين الأصليين و5.79% من الأمريكيين ذوي الأصول الآسيوية و0.03% من سكان جزر المحيط الهادئ و2.39% من الأعراق الأخرى و4.23% من عرقين مختلطين أو أكثر و6.91% من الهسبانيون أو اللاتينيون من أي عرق.
بلغ عدد الأسر 1,201 أسرة كانت نسبة 28.9% منها لديها أطفال تحت سن الثامنة عشر تعيش معهم، وبلغت نسبة الأزواج القاطنين مع بعضهم البعض 45.1% من أصل المجموع الكلي للأسر، ونسبة 9.2% من الأسر كان لديها معيلات من الإناث دون وجود شريك، بينما كانت نسبة 3.1% من الأسر لديها معيلون من الذكور دون وجود شريكة وكانت نسبة 42.5% من غير العائلات. تألفت نسبة 31.3% من أصل جميع الأسر من عدة أفراد يعيشون في نفس المنزل ونسبة 8.4% كانت تتألف من شخص يعيش بمفرده يبلغ من العمر 65 عاماً أو أكثر. وبلغ متوسط حجم الأسرة المعيشية 2.43، أما متوسط حجم العائلات فبلغ 3.10.
بلغ العمر الوسطي للسكان 32.3 عاماً. وكانت نسبة 18% من القاطنين تحت سن الثامنة عشر، وكانت نسبة 5.8% بين الثامنة عشر والرابعة والعشرين عاماً، ونسبة 29.1% كانت واقعةً في الفئة العمرية ما بين الخامسة والعشرين والرابعة والأربعين عاماً، ونسبة 20.5% كانت ما بين الخامسة والأربعين والرابعة والستين، ونسبة 10.7% كانت ضمن فئة الخامسة والستين عاماً فما فوق. يوجد لكل 100 أنثى 92.8 ذكر، ويوجد لكل 100 أنثى في الثامنة عشر من عمرها فما فوق 86.0 ذكر.
بلغ متوسط دخل الأسرة في القرية 53,000 دولارًا، أما متوسط دخل العائلة فبلغ 62,262 دولارًا. وكان متوسط دخل الذكور 45,735 دولارًا مقابل 39,850 دولارًا للإناث. وسجل دخل الفرد الخاص بالقرية 26,135 دولارًا. وكانت نسبة 6.2% من العائلات ونسبة 8.9% من السكان تحت خط الفقر، وكان من هؤلاء نسبة 9.2% تحت سن الثامنة عشر ونسبة 10.8% في الخامسة والستين من العمر وما فوق.

### تعداد عام 2010
بلغ عدد سكان ساوث ناياك 3,510 نسمة بحسب تعداد عام 2010، وبلغ عدد الأسر 1,197 أسرة وعدد العائلات 646 عائلة مقيمة في القرية. في حين سجلت الكثافة السكانية 805 نسمة لكل كيلومتر مربع (2,084.9/ميل2). وبلغ عدد الوحدات السكنية 1,292 وحدة بمتوسط كثافة قدره 296.3 لكل كيلومتر مربع (767.4/ميل2).
وتوزع التركيب العرقي للقرية بنسبة 67.07% من البيض و17.41% من الأمريكيين الأفارقة و0.17% من الأمريكيين الأصليين و5.41% من الأمريكيين ذوي الأصول الآسيوية و0.03% من سكان جزر المحيط الهادئ و5.78% من الأعراق الأخرى و4.13% من عرقين مختلطين أو أكثر و12.31% من الهسبانيون أو اللاتينيون من أي عرق.
بلغ عدد الأسر 1,197 أسرة كانت نسبة 25.2% منها لديها أطفال تحت سن الثامنة عشر تعيش معهم، وبلغت نسبة الأزواج القاطنين مع بعضهم البعض 40.5% من أصل المجموع الكلي للأسر، ونسبة 10% من الأسر كان لديها معيلات من الإناث دون وجود شريك، بينما كانت نسبة 3.4% من الأسر لديها معيلون من الذكور دون وجود شريكة وكانت نسبة 46% من غير العائلات. تألفت نسبة 31.2% من أصل جميع الأسر من عدة أفراد يعيشون في نفس المنزل ونسبة 8.5% كانت تتألف من شخص يعيش بمفرده يبلغ من العمر 65 عاماً أو أكثر. وبلغ متوسط حجم الأسرة المعيشية 2.37، أما متوسط حجم العائلات فبلغ 3.06.
بلغ العمر الوسطي للسكان 31.4 عاماً. وكانت نسبة 15% من القاطنين تحت سن الثامنة عشر، وكانت نسبة 25.4% بين الثامنة عشر والرابعة والعشرين عاماً، ونسبة 25.4% كانت واقعةً في الفئة العمرية ما بين الخامسة والعشرين والرابعة والأربعين عاماً، ونسبة 23.5% كانت ما بين الخامسة والأربعين والرابعة والستين، ونسبة 10.7% كانت ضمن فئة الخامسة والستين عاماً فما فوق. وتوزع التركيب الجنسي للسكان بنسبة 46.6% ذكور و53.4% إناث.